# Veronica decora
Veronica decora är en grobladsväxtart som först beskrevs av Ashwin, och fick sitt nu gällande namn av Garn.-jones. Veronica decora ingår i släktet veronikor, och familjen grobladsväxter. Inga underarter finns listade i Catalogue of Life.